# Joe Lydon
Joseph Patrick Lydon, detto Joe (Swinford, 2 febbraio 1878 – St. Louis, 19 agosto 1937), è stato un calciatore e pugile statunitense.

## Biografia
Ha partecipato ai giochi olimpici di St. Louis del 1904, vincendo una medaglia d'argento nel calcio con la squadra del Christian Brothers College ed una medaglia di bronzo nel pugilato nei pesi welter. Ha partecipato anche alla gara di pugilato dei pesi leggeri, piazzandosi al quarto posto.

## Palmarès
In carriera ha conseguito i seguenti risultati:
- Giochi olimpici

St. Louis 1904: argento nel calcio e bronzo nel pugilato pesi welter.